# Американское Евангелие
Американское Евангелие (англ. American Gospel) — документальный сериал, в котором утверждается, что христианство было искажено американской культурой. Было снято два фильма: «Американское Евангелие: Христос один» (2018) и «Американское Евангелие: Христос распят» (2019). Первая часть посвящена движению «Слово Веры» и теологии процветания, а вторая — теологическому либерализму и значению искупления. Сериал является основой для потокового сервиса AGTV. Первый сезон киносериала American Gospel: Spirit & Fire запланирован на 2025 год. В нём будет критически рассмотрен взгляд на Святого Духа, которому учат в движении Новой Апостольской Реформации.

## Точка зрения
Фильмы придерживаются реформатской теологической точки зрения. В них представлены интервью с Водди Бошамом, Алистером Беггом, Мэттом Чандлером, Брайаном Чапеллом, Алисой Чайлдерс, Р. Скоттом Кларком, Рэем Комфортом, Марком Девером, Кевином ДеЯнгом, Кости Хинном, Майклом Хортоном, Джеки Хилл Перри, Джулиусом Кимом, Джоном Ф. Макартуром, Набилем Куреши (умершим в 2017 году, до выхода первого фильма) и Полом Вошером. В фильме «Распятый Христос» также есть интервью с Бартом Камполо и Тони Джонсом, чьи взгляды подвергаются критике.

## Критика
Сериал вызвал неоднозначную реакцию среди христианского сообщества.

### Критическая точка зрения
Выступая с критикой фильмов в Baptist News Global, Рик Пидкок назвал «Christ Alone» «недалёким и оскорбительным» и сказал, что «Христос распятый» «застрял во времени». Тем временем апологет Catholic Answers Трент Хорн похвалил сериал за критику теологии процветания, но обвинил его в искажении учений Католической церкви, особенно в заявлениях о том, что католицизм — это «плюс-религия», которая выступает против «тех, кто придерживается библейского евангелия», заявив, что сериал «просто в корне неверен, когда пытается опровергнуть католический план спасения с помощью библейского евангелия».

### Благосклонная точка зрения
Выступая в поддержку фильма и его миссии, Оуэн Стран из The Gospel Coalition заявил, что «Christ Alone» «отстаивает истинное, спасительное Евангелие и излагает это послание с ясностью и убеждённостью». Бен Дитцель из проекта «Поклонение через песню» (англ. Worship through Song Project) похвалил постановку фильма «Один только Христос», заявив, что в нём «смело, ясно и лаконично излагается суть Евангелия Иисуса Христа», а также разоблачает «вводящие в заблуждение и лишённые Евангелия обещания учителей процветания о так называемом здоровье, богатстве и счастье».